# Zamość (Września)
Pour les articles homonymes, voir Zamość (homonymie).
Zamość (prononciation : [ˈzamɔɕt͡ɕ]) est un village polonais de la gmina de Pyzdry dans le powiat de Września de la voïvodie de Grande-Pologne dans le centre-ouest de la Pologne.
Il se situe à environ 5 kilomètres au sud de Pyzdry (siège de la gmina), à 24 kilomètres au sud de Września (siège du powiat) et à 61 kilomètres au sud-est de Poznań (capitale régionale).

## Histoire
De 1975 à 1998, le village faisait partie du territoire de la voïvodie de Konin.

Depuis 1999, Zamość est situé dans la voïvodie de Grande-Pologne.